# عبد المنعم إسماعيل
 عبد المنعم إسماعيل (3 نوفمبر 1907 - 13 أكتوبر 1970) ممثل مصري.

## عن حياته
بدأ حياته الفنية ككومبارس في عدة أفلام مثل: (انتصار الشباب) عام 1941، (المتهمة) عام 1942، ثم قدم العديد من الأدوار الصغيرة والتي غالبا ما تكون (بواب - قهوجي - شويش - فراش - المعلم - ابن البلد)، ويعد فيلم (قنديل أم هاشم) عام 1968 من أبرز أعماله الفنية. توفى في عام 1970 عن عمر يناهز 63 عامًا.

## أعماله
شارك عبد المنعم إسماعيل في كثير من الأفلام حيث أنه أدى أكثر من225 عمل ما بين سينمائي وأذاعه ومن أعماله:
1. قنديل أم هاشم سنة 1968
2. الزوج العازب سنة 1966
3. خان الخليلي سنة 1966
4. مسلسل إذاعى بعنوان الطعام لكل فم سنة 1964
5. إسماعيل يس في مستشفى المجانين سنة 1958
6. سماره سنة 1956
7. صحيفة السوابق (فيلم) 1956
8. اللص الشريف 1953
9. في الهوى سوا سنه 1951
10. الهوا مالوش دوا سنة 1952
11. الشيخ حسن سنة 1952
12. عنتر ولبلب سنه 1952
13. آخر كدبة سنة 1950
14. المصري أفندي 1949
15. العيش والملح 1949
16. لهاليبو سنة 1949
17. على أد لحافك 1949
18. أجازة في جهنم 1949
19. هارب من السجن 1948
20. يحيا الفن 1948
21. بنت حظ 1948
22. أميرة الجزيرة 1948
23. البريمو سنه 1947
24. قلبى دليلي سنه 1947
25. أحمر شفايف سنة 1946
26. الخمسة جنيه سنة 1946
27. المظاهر سنة 1945
28. البني آدم سنة 1945
29. الحظ السعيد سنة 1945
30. القرش الأبيض سنة 1945
31. حسن وحسن سنة 1945
32. وحيدة سنة 1944
33. حنان سنة 1944
34. ماجدة سنة 1943
35. انتصار الشباب سنه1941
36. العزيمة سنة 1939

## وفاته
توفى في 13 أكتوبر 1970 عن عمر يناهز 62 عامًا منتحراً بإلقاء نفسه في النيل بعدما تم طرد أبنائه من المدرسة لعدم مقدرته سداد المصروفات المدرسية بعد تراكم الديون عليه مدة عامين لم يتم ترشيحه خلالها لأى عمل فنى.[بحاجة لمصدر]

## روابط خارجية
- عبد المنعم إسماعيل على موقع الدهليز
- عبد المنعم إسماعيل على موقع قاعدة بيانات الأفلام العربية